# (31934) Benjamintan
2000 GE88 (asteroide 31934) é um asteroide da cintura principal. Possui uma excentricidade de 0.19106220 e uma inclinação de 3.39379º.
Este asteroide foi descoberto no dia 4 de abril de 2000 por LINEAR em Socorro.